# Power & the Glory
Power & the Glory är ett album, släppt 1983 av det brittiska heavy metal-bandet Saxon, och producerat av Jeff Glixman. Den spelades in i Atlanta, Georgia 1982. Albumet såldes i ca 2 miljoner exemplar, räknas som ett av bandets bästa verk. Skivan nådde förstaplatsen på den svenska hårdrockslistan. [källa behövs]